# モンテイユ
モンテイユ（仏: Monteille）は、フランスのノルマンディー地域圏、カルヴァドス県に属するコミューン。

## 地理
県都カーンの東30km、リジューから西に14kmほどいった田園地帯にある。平野の端に位置しており、北、東、南の三方を丘に囲まれている。道沿いに家屋が点在する散居村で、これといった集落はない。北東から南西にかけ鉄道の線路が敷かれている。北でノートル＝ダム＝ド＝リヴァイユと、東でレコードと、南西でル・メニル＝モジェと、西でサン＝ルー＝ド＝フリボワとそれぞれ接する。幹線道路のD613が東西に通る。

## 行政
- 首長 - クロディーヌ・ルクエ（Claudine Requier、無所属、2001年3月から）
- 前首長 - ロジェ・フラネット（Roger Frenette）

## 人口の推移[1]
| 1962年 | 1968年 | 1975年 | 1982年 | 1990年 | 1999年 | 2007年 |
| ------ | ------ | ------ | ------ | ------ | ------ | ------ |
| 130    | 1165   | 102    | 126    | 131    | 163    | 190    |